# آرتور گلدن
آرتور گُلدن (به انگلیسی: Arthur Golden) (زادهٔ ۶ دسامبر ۱۹۵۶) یک نویسنده آمریکایی است. او نویسندهٔ رمان پرفروش خاطرات یک گیشا است که در سال ۱۹۹۷ میلادی به انتشار رسید.
او در چاتوناگا به دنیا آمد و در رشتهٔ تاریخ هنر در دانشگاه هاروارد آمریکا فارغ التحصیل شد. وی عضوی از خانوادهٔ Ochs-Sulzberger هاست که مالکین روزنامه نیویورک تایمز به شمار می‌روند.
او در سال ۱۹۸۰ توانست مدرک کارشناسی ارشد رشتهٔ تاریخ ژاپن را در دانشگاه کلمبیا به دست آورد. او همچنین توانست زبان چینی ماندارین را نیز فرا بگیرد. او یک فرزند پسر به نام (هایز گلدن) و یک دختر به نام (تس گلدن) دارد.

## انتشار رمان

تصویر روی جلد رمان خاطرات یک گیشا

او در سال ۱۹۹۷ رمان خاطرات یک گیشا را به چاپ رساند. این کتاب به مدت دو سال در لیست کتاب‌های پرفروش نیویورک تایمز قرار گرفت و در سراسر جهان بیش از ۴ میلیون نسخه از آن به فروش رفت. این کتاب همچنین به ۳۲ زبان مختلف ترجمه شده‌است. در سال ۲۰۰۵ فیلمی بر اساس این رمان ساخته شده‌است.